# Lisa Paus
Lisa Paus, née le 19 septembre 1968 à Rheine (Rhénanie-du-Nord-Westphalie), est une femme politique allemande membre d'Alliance 90/Les Verts. Elle est députée au Bundestag depuis 2009 et ministre fédérale de la Famille, des Personnes âgées, des Femmes et de la Jeunesse dans le cabinet du chancelier Olaf Scholz de 2022 à 2025.

## Biographie

### Études et carrière professionnelle
Après avoir terminé ses études secondaires, Linda Paus fait du bénévolat pendant un an dans un orphelinat à Hambourg. Elle déménage ensuite à Berlin pour étudier à l'université libre. Elle obtient une maîtrise en économie en 1999.
De 1997 à 1999, elle travaille pour le député européen écologiste Frieder Otto Wolf (de). En 2005, elle devient enseignante à la Berlin School of Economics and Law.

### Carrière politique
En 1995, Linda Paus rejoint Alliance 90/Les Verts. Lors des élections régionales de 1999, elle est élue au Parlement du Land de Berlin ; elle est la porte-parole de son groupe parlementaire sur la politique économique.
Elle est membre du Bundestag depuis les élections fédérales de 2009. Elle appartient à la commission des finances et, au sein de celle-ci, elle est la porte-parole des Verts. Au cours de son premier mandat, entre 2009 et 2013, elle siège également à la commission des affaires de l'Union européenne.
Elle participe à l'enquête parlementaire sur le scandale Wirecard de 2020 à 2021 ; à l'issue des investigations, elle co-rédige un rapport de 675 pages avec Florian Toncar (de) et Fabio De Masi.
Elle est vice-présidente du groupe d'amitié parlementaire Allemagne-Irlande (à partir de 2014) et du groupe d'amitié parlementaire pour les relations avec Malte et Chypre (à partir de 2018). Elle est également membre des groupes d'amitié parlementaire Allemagne-Italie et Allemagne-Slovénie.
Avant les élections fédérales de 2017 et de 2021, elle est chargée de mener la campagne de son parti à Berlin.
Lors des négociations pour former une coalition avec le SPD et le FDP après les élections fédérales de 2021, Lisa Paus dirige la délégation de son parti au sein du groupe de travail sur la réglementation financière et le budget national ; les coprésidents des autres partis sont Doris Ahnen et Christian Dürr.
À partir de 2021, elle est l'une des vice-présidentes de son groupe parlementaire, sous la direction des coprésidentes Britta Haßelmann et Katharina Dröge, où elle supervise les activités du groupe en matière de politique financière, d'affaires économiques et sociales.
Le 14 avril 2022, elle est désignée ministre fédérale de la Famille, des Personnes âgées, des Femmes et de la Jeunesse dans le cabinet du chancelier Olaf Scholz pour succéder à Anne Spiegel. Elle entre en fonction le 25 avril suivant.
Elle est membre du conseil consultatif du Forum Ökologisch-Soziale Marktwirtschaft (FÖS) et d'ATTAC.

## Vie privée
En 2009, elle devient mère d'un enfant, qu'elle élève seule depuis le décès en 2013 de son compagnon et père de l'enfant.